# اوکولا
اوکولا که اوگولا، کولا یا کولاب، نیز نامیده می‌شود، الهه بین‌النهرینی بود که به عنوان همسر تیشپاک در نظر گرفته می‌شد. او عمدتاً در اشنونا پرستش می‌شد. بر اساس املای متغیر نام او به خط میخی، پیشنهاد شده است که او نیز مانند شوهرش و پسرشان نانشاک نه منشأ سومری دارد و نه اکدی.

## نام و شخصیت
اوکولا قدیمی‌ترین شکل گواهی‌شده این نام است، اما چندین گونه از آن گواهی شده است و دستور خط منابع با هم متفاوت است.

## ارتباط با سایر خداییان
اوکولا همسر تیشپاک و مادر نانشاک بود.

## پرستش
قدیمی‌ترین گواهی‌های قطعیِ اوکولا به اوایل امپراتوری بابل کهن بازمی‌گردد.